# Inez Haynes Irwin
Pour les articles homonymes, voir Haynes et Irwin.
Inez Haynes Irwin (2 mars 1873 – 25 septembre 1970) est une féministe, auteure et journaliste américaine, membre du National Woman's Party et présidente de l'Authors Guild of America. La plupart de ses œuvres sont publiées sous son ancien nom, Inez Haynes Gillmore. Elle a écrit plus de 40 livres et est active dans le mouvement des suffragettes au début des années 1900. Irwin est qualifiée de « femme rebelle et audacieuse », mais elle se considère comme « la plus timide des êtres ». Elle est morte à l'âge de 97 ans.
Irwin est une amie proche de l'écrivaine féministe américaine Mary MacLane, qui inclut un portrait haut en couleur d'Irwin dans ses articles de journaux à Butte, dans le Montana en 1910.

## Enfance et éducation
Inez Haynes est née le 2 mars 1873, à Rio de Janeiro au Brésil, de Gédéon Haynes et Emma Jane Hopkins Haynes. Ses parents sont originaires de Boston aux États-Unis, mais sont alors en séjour au Brésil à cause des problèmes dans l'entreprise de son père. Sa mère, qui est la deuxième épouse de son père, a vingt-quatre ans de moins que lui, et a élevé une dix-sept enfants (dont dix étaient les siens). La famille retourne à Boston, où Inez Haynes grandit. Elle fait sa scolarité dans quatre écoles publiques différentes avant d'intégrer le Radcliffe College entre 1897 et 1900. A cette épouse, Radcliffe est un « centre névralgique des suffragettes » et Inez Haynes et Maud Wood Park y fondent le  College Equal Suffrage League, qui deviendra plus tard la National College Equal Suffrage League.

## Carrière
En août 1897, Inez Haynes épouse Rufus H. Gillmore, un éditeur de journal, et prend le nom de Inez Haynes Gillmore. Les Gillmore visitent l'Europe avant la Première Guerre mondiale où ils rencontrent les révolutionnaires russes et les peintres impressionnistes français. Bien que son mari soutienne son engagement féministe, ils finissent par divorcer. Elle publie son premier roman, June Joepardy en 1908 et peu de temps après, elle devient l'éditrice de fiction du magazine mensuel de gauche The Masses. En janvier 1916, elle épouse en secondes noces l'écrivain William Henry Irwin, et change son nom en Inez Haynes Irwin, même si elle continue de publier sous son ancien nom. Les Irwin passent leur été à Scituate, dans le Massachusetts, au début des années 1900. Au cours de la Première Guerre mondiale, le couple vit en Europe où elle travaille  comme correspondante de guerre en Angleterre, en France et en Italie. Inez Haynes estime qu'entre 500 000 et 750 000 femmes sont tuées au cours de la guerre. William Henry meurt en 1948 et elle retourne alors à Scituate, où elle reste jusqu'à sa mort, à l'âge de 97 ans le 25 septembre 1970,.
Inez Haynes est un leader féministe et activiste politique. Elle est membre du Conseil Consultatif National du National Woman's Party et écrit la biographie du parti, The Story of the Woman's Party en 1921. Elle écrit aussi une histoire de femmes américaines, lAngels and Amazons: A Hundred Years of American Women (1933).

### Carrière d'écrivain
Outre les œuvres de non-fiction indiquées ci-dessus, elle publie plus de 30 romans, dont Angel Island (1914), une « fantasy swiftienne radicalement féministe » sur un groupe d'hommes échoués sur une île occupée par des femmes ailées,. Angel Island est réédité en 1988 comme un « classique des débuts de la littérature féministe » avec une introduction par l'auteure Ursula K. Le Guin. Ses ouvrages de fiction abordent souvent des questions féministes et la situation des femmes, notamment en matière de divorce, de monoparentalité et des problèmes dans le milieu du travail.
Sa série de quinze livres pour enfants Maida est écrite sur une période de 45 ans, et raconte l'histoire d'une écolière dont la mère est morte et le père très riche.
Elle écrit également des histoires courtes pour des magazines, dont "The Spring Flight," qui lui vaut le O. Henry Memorial Prize en 1924.

## Associations
- Author's Guild of America, vice-présidente de 1930-1931 ; présidente de 1931 à 1933
- Cofondatrice de la National Collegiate Equal Suffrage League
- Présidente du conseil d'administration du Centre Mondial pour les Archives Féminines de 1936 à 1938/1940.
- Membre du comité Américain du Prix Femina de 1931-1933

Source: Feminist Science Fiction, Fantasy and Utopia

## Récompenses
- O. Henry Award en 1924 – pour son court récit, "Le Printemps de Vol"

Source: Feminist Science Fiction, Fantasy and Utopia

## Œuvres choisies

### Romans
- June Jeopardy, Huebsch, 1908
- Phoebe and Ernest, Holt, 1910 – illustré par R. F. Schabelitz
- Janey: being the record of a short interval in the journey through life and the struggle with society of a little girl of nine, Holt, 1911
- Phoebe, Ernest, and Cupid, Holt, 1912 – illustré par R. F. Schabelitz
- Angel Island, Holt, 1914 – nouveau tirage, Arno, 1978 ; nouvelle édition, NAL Plume, 1988 avec une introduction d'Ursula K. Le Guin
- The Ollivant Orphans, Holt 1915
- The Lady of Kingdoms, George H. Doran, 1917
- The Happy Years, Holt, 1919
- Out of the Air, Harcourt, 1921
- The Lost Diana (novella), Everybody's Magazine, June 1923
- Discarded, serialized in The American Magazine, May–November 1925
- Gertrude Haviland's Divorce, Harper, 1925
- Gideon, Harper, 1927
- P.D.F.R.: A New Novel, Harper, 1928
- Family Circle, Bobbs-Merrill, 1931
- Youth Must Laugh, Bobbs-Merrill, 1932
- Strange Harvest, Bobbs-Merrill, 1934
- Murder Masquerade, H. Smith & R. Haas, 1935
- Little Miss Redhead, Lothrop, 1936 – self-illustrated
- The Poison Cross Mystery, H. Smith & R. Haas, 1936
- A Body Rolled Downstairs, Random House, 1938
- Many Murders, Random House, 1941
- The Women Swore Revenge, Random House, 1946

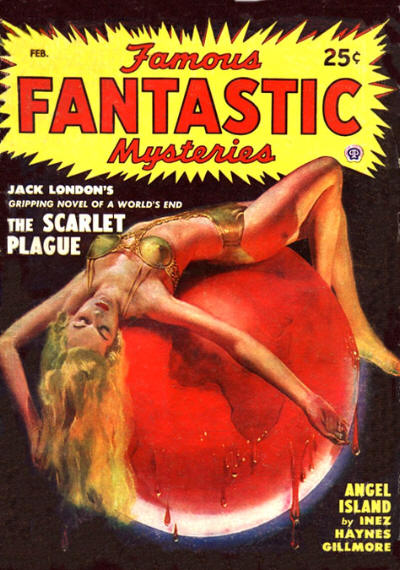
Angel Island réimprimée en février 1949 dans Famous Fantastic Mysteries

### La série Maida
- Maida's Little Shop, Grosset & Dunlap, 1909
- Maida's Little House, Grosset & Dunlap, 1921
- Maida's Little School, Grosset & Dunlap, 1926
- Maida's Little Island, Grosset & Dunlap, 1939
- Maida's Little Camp, Grosset & Dunlap, 1940
- Maida's Little Village, Grosset & Dunlap, 1942
- Maida's Little Houseboat, Grosset & Dunlap, 1943
- Maida's Little Theater, Grosset & Dunlap, 1946
- Maida's Little Cabins, Grosset & Dunlap, 1947
- Maida's Little Zoo, Grosset & Dunlap, 1949
- Maida's Little Lighthouse, Grosset & Dunlap, 1951
- Maida's Little Hospital, Grosset & Dunlap, 1952
- Maida's Little Farm, Grosset & Dunlap, 1953
- Maida's Little House Party, Grosset & Dunlap, 1954
- Maida's Little Treasure Hunt, Grosset & Dunlap, 1955

### Histoires courtes
- "The Father of His Son", Everybody's Magazine, juillet 1904
- "A Doorstep Introduction", Pearson's Magazine, novembre 1904
- "Love Me, Love My Dog", Pearson's Magazine, novembre 1904
- "The Start", Everybody's Magazine, décembre 1904
- "The Matchbreakers", Hampton's Broadway Magazine, novembre 1908
- "The Eternal Challenge", Everybody's Magazine, janvier 1912
- "With Pitfall and With Gin", Pictorial Review, février 1912
- "The Woman Across the Street", Ladies' Home Journal, septembre 1916
- "The Sixth Canvassar", The Century, janvier 1916
- "The Last Cartridge", McCall's, octobre 1922
- "The Spring Flight", McCall's, juin 1924
- "The Irish Language", Everybody's Magazine, juillet 1925

### Non-fiction
- The Californiacs, A. M. Robertson, 1916 – un livre de voyage à propos de la Californie
- The Native Son, A. M. Robertson, 1919 – un livre sur la California
- The Story of the Women's Party, Harcourt, 1921; publié sous le titre Up Hill With Banners Flying, Traversity Press, 1964 – une biographie du National Women's Party's et une histoire des suffragistes
- Angels and Amazons: A Hundred Years of American Women, Doubleday, 1933 – une collection de courtes biographies
- Good Manners for Girls, Appleton-Century, 1937
- "You Bet I Am!" (article), Woman's Day, octobre 1938
- Adventures of Yesterday, General Microfilm, 1973 – autobiographie